# Comolia smithii
Comolia smithii är en tvåhjärtbladig växtart som beskrevs av John Julius Wurdack. Comolia smithii ingår i släktet Comolia och familjen Melastomataceae. Inga underarter finns listade i Catalogue of Life.